# Justin Abraham Najmy
Justin Abraham Najmy BA (* 23. April 1898 in Aleppo, Syrien; † 11. Juni 1968 in den USA) war der erste Apostolische Exarch der Vereinigten Staaten und ein Bischof der Melkitischen Griechisch-Katholischen Kirche.

## Leben
Am 25. Dezember 1926 wurde Justin Abraham Najmy zum Ordenspriester der Aleppinischen Basilianer (BA) geweiht. Er wurde in die Vereinigten Staaten entsandt und war als Pastor an der St. Basilius der Große in Central Falls tätig. Die Ernennung zum Patriarchal Exarch der USA unter gleichzeitiger Ernennung zum Titularbischof von Augustopolis in Phrygia erhielt er am 27. Januar 1966. Erzbischof Athanasios Toutoungi von Aleppo weihte ihn, gemeinsam mit den Mitkonsekratoren Erzbischof Maximos V. Hakim und Erzbischof Paul Achkar, am 29. Mai 1966 zum Bischof. Unter seiner Leitung wurde die Verkündigungskirche in einem Vorort von Boston gebaut. Er starb am 11. Juni 1968 infolge eines plötzlichen Herzversagens und wurde auf dem Pfarrfriedhof der Kirche des Hl. Basilius dem Großen in Cumberland (Rhode Island) beigesetzt. Sein Nachfolger wurde Erzbischof Joseph Elias Tawil.